# ブルーノ・コンカ
ブルーノ・コンカ（Bruno Conca、1964年9月10日 - ）は、イタリア出身の元サッカー選手、サッカー指導者。現役時代のポジションはミッドフィールダー（MF）。

## 来歴
カタンザーロ県に生まれ、地元クラブのUSカタンザーロで1982-83シーズンのセリエAに出場。その後は、セリエC2のクラブに所属した。
1990年にUSトリエスティーナ・カルチョへ移籍し、1990-91シーズンのセリエBではチーム最多出場を記録したが、セリエC1へと降格。以後もセリエB及びC1のクラブを渡り歩き、2000年にセリエC2・USフィオレンツォーラ1922で現役を引退。同クラブの選手兼任監督となった。
2003年、マッシモ・フィッカデンティ監督の下、ACピストイエーゼでコーチに就き、退任後もエラス・ヴェローナFC（2004年）、レッジーナ・カルチョ（2007年）、ピアチェンツァFC（2009年）、ACチェゼーナ（2010年）、カリアリ・カルチョ（2011年）とイタリアの6クラブでコーチとしてフィッカデンティを支えた。指導者としてセリエAまで上り詰めたという自負から、自らが監督をするためにディヴィジョンを下げる気にはならないと語る。
2014年、Jリーグ・FC東京監督となったフィッカデンティと共に訪日し、同クラブのコーチに就任。
2016年より、フィッカデンティが監督となったサガン鳥栖のコーチに就任。
2018年10月、マッシモ・フィッカデンティがサガン鳥栖の監督から解任されたことに伴い、自身もコーチ職を辞任。
2019年9月からフィッカデンティが監督に就任した名古屋グランパスのコーチに就任した。なお、名古屋での登録名は「ブルーノ」である。
- 2021年4月29日から5月12日まで、フィッカデンティ監督の新型コロナウイルス感染に伴い、4試合で暫定指揮を執った。結果は1勝3敗だった（詳細は「2021年の名古屋グランパス」を参照）。

## 所属クラブ
- 1982年 - 1983年  USカタンザーロ
- 1983年 - 1988年  ASDカルボーニア・カルチョ（イタリア語版）
- 1988年 - 1989年  USプロ・ヴェルチェッリ
- 1989年 - 1990年  ACパヴィーア
- 1990年 - 1994年  USトリエスティーナ・カルチョ
- 1994年 - 1995年  サレルニターナ・スポルト
- 1995年 - 1996年  USDアトレティコ・カターニア（イタリア語版）
- 1996年 - 1997年  フェルマーナ・カルチョ1920
- 1997年 - 1998年  USラヴェンナ
- 1998年 - 2000年  USフィオレンツォーラ1922 (2000年は監督兼任)

## 指導歴
- 2000年 - 0000年  USフィオレンツォーラ1922 監督 (選手兼任)
- 2003年 - 2004年  ACピストイエーゼ コーチ
- 2004年 - 2007年  エラス・ヴェローナFC コーチ
- 2007年 - 0000年  レッジーナ・カルチョ コーチ
- 2009年 - 2010年  ピアチェンツァFC コーチ
- 2010年 - 2011年  ACチェゼーナ コーチ
- 2011年 - 0000年  カリアリ・カルチョ コーチ
- 2012年 - 0000年  カリアリ・カルチョ コーチ
- 2014年 - 2015年 FC東京 コーチ
- 2016年 - 2018年10月  サガン鳥栖 コーチ
- 2019年9月 -  名古屋グランパス コーチ

## 個人成績
| クラブ成績   | クラブ成績         | クラブ成績 | リーグ | リーグ | カップ     | カップ     | 通算 | 通算 |
| シーズン     | クラブ             | リーグ     | 出場   | 得点   | 出場       | 得点       | 出場 | 得点 |
| イタリア     | イタリア           | イタリア   | リーグ | リーグ | イタリア杯 | イタリア杯 | 通算 | 通算 |
| ------------ | ------------------ | ---------- | ------ | ------ | ---------- | ---------- | ---- | ---- |
| 1982-83      | カタンザーロ       | セリエA    | 1      | 0      |            |            |      |      |
| 1983-84 (it) | カルボーニア       | セリエC2   | 7      | 0      |            |            |      |      |
| 1984-85 (it) | カルボーニア       | セリエC2   | 0      | 0      |            |            |      |      |
| 1985-86 (it) | カルボーニア       | セリエC2   | 34     | 5      |            |            |      |      |
| 1986-87 (it) | カルボーニア       | セリエC2   | 32     | 1      |            |            |      |      |
| 1987-88 (it) | カルボーニア       | セリエC2   | 32     | 3      |            |            |      |      |
| 1988-89 (it) | ヴェルチェッリ     | セリエC2   | 33     | 3      |            |            |      |      |
| 1989-90 (it) | パヴィア           | セリエC2   | 26     | 1      |            |            |      |      |
| 1990-91 (en) | トリエスティーナ   | セリエB    | 34     | 0      |            |            |      |      |
| 1991-92 (it) | トリエスティーナ   | セリエC1   | 23     | 0      |            |            |      |      |
| 1992-93 (it) | トリエスティーナ   | セリエC1   | 26     | 1      |            |            |      |      |
| 1993-94 (it) | トリエスティーナ   | セリエC1   | 28     | 2      |            |            |      |      |
| 1994-95 (en) | サレルニターナ     | セリエB    | 10     | 0      |            |            |      |      |
| 1995-96 (it) | カターニア         | セリエC1   | 27     | 0      |            |            |      |      |
| 1996-97 (it) | カターニア         | セリエC1   | 8      | 0      |            |            |      |      |
| 1996-97 (it) | フェルマーナ       | セリエC1   | 21     | 2      |            |            |      |      |
| 1997-98 (it) | フェルマーナ       | セリエC1   | 7      | 0      |            |            |      |      |
| 1997-98 (en) | ラヴェンナ         | セリエB    | 13     | 0      |            |            |      |      |
| 1998-99 (it) | フィオレンツォーラ | セリエC2   | 32     | 1      |            |            |      |      |
| 1999-00 (it) | フィオレンツォーラ | セリエC2   | 15     | 1      |            |            |      |      |
| 通算         | イタリア           | セリエA    | 1      | 0      |            |            |      |      |
| 通算         | イタリア           | セリエB    | 57     | 0      |            |            |      |      |
| 通算         | イタリア           | セリエC1   | 140    | 5      |            |            |      |      |
| 通算         | イタリア           | セリエC2   | 211    | 15     |            |            |      |      |
| 総通算       | 総通算             | 総通算     | 409    | 20     |            |            |      |      |

- 成績の出典[1]